# Клифтон Форџ (Вирџинија)
Клифтон Форџ (енгл. Clifton Forge) град је у америчкој савезној држави Вирџинија. По попису становништва из 2010. у њему је живело 3.884 становника.

## Демографија
Према попису становништва из 2010. у граду је живело 3.884 становника, што је 405 (9,4%) становника мање него 2000. године.
| Група             | 2000.         | 2010.         |
| Белци             | 3.543 (82,6%) | 3.249 (83,7%) |
| Афроамериканци    | 627 (14,6%)   | 457 (11,8%)   |
| Азијати           | 2 (0,0%)      | 14 (0,4%)     |
| Хиспаноамериканци | 38 (0,9%)     | 67 (1,7%)     |
| Укупно            | 4.289         | 3.884         |